# Günter Goebel
Günter Goebel (14 de novembro de 1917 - 4 de setembro de 1993) foi um oficial alemão que serviu no Deutsches Heer durante a Segunda Guerra Mundial. Foi condecorado com a Cruz de Cavaleiro da Cruz de Ferro com Folhas de Carvalho.

## Condecorações
| Cruz de Ferro (1939) 2ª Classe                                   | novembro de 1939      |
| Cruz de Ferro (1939) 1ª Classe                                   | junho de 1940         |
| Distintivo de Honra da Exército                                  | 6 de novembro de 1941 |
| Cruz de Cavaleiro da Cruz de Ferro                               | 18 de outubro de 1941 |
| Cruz de Cavaleiro da Cruz de Ferro com Folhas de Carvalho nº 180 | 18 de janeiro de 1943 |